# 无冠高茎紫堇
无冠高茎紫堇（学名：Corydalis elata sp. ecristata）为罂粟科紫堇属下的一个亚种。

## 扩展阅读
- 維基物種上的相關：无冠高茎紫堇